# Richard Olivier
Richard Olivier (Brussel·les, 9 d'agost de 1945 - 3 de març de 2021) és un documentalista i cineasta belga.

## Biografia
Mentre estava a l'internat va descobrir la seva vocació -que al principi va ser teatral- assistint a la representació de Schipper naast God de Jan de Hartog. Va estudiar durant dos anys a l'Institut des Arts de Diffusion (IAD) que pel seu temperament rebel, va abandonar al cap de dos anys. Durant dues temporades, va interpretar diversos papers als teatres de Brussel·les, com el Théâtre national de Belgique i la televisió belga.
Va participar en el torneig de Teatres Universitaris interpretant i posant en escena Histoire de nuit d'O Casey, en un escenari de Picha. Després del servei militar, va començar espontàniament a escriure que afavoria la sàtira i l'humor.
Encoratjat pels antics amics de l'IAD, va crear a La Cantilène, un cabaret literari de Brussel·les dirigit pel cantautor Freddy Zegers, un espectacle titulat Pop Corn. El seu personatge anomenat Pop es convertirà més tard en l'heroi dels gags fotogràfics. Produïdes en col·laboració amb Gérald Frydman., les tires es publicaren en diversos setmanaris.
Més tard, Gérald Frydman i Richard Olivier faran pel·lícules d'animació juntament amb "Pop" com a personatge principal. També produeix, encara en col·laboració amb Gérald Frydman per a la fotografia, reportatges autònoms per a Le Soir Illustré i Le Patriote illustré dedicats a personalitats del món artístic com Joseph Kessel, Adamo, Pierre-Jean Vaillard, Tino Rossi, Barbara, Serge Reggiani, Raymond Devos, Félix Labisse, René Goscinny i Albert Uderzo, ... a més de nombroses fotonovel·les per al setmanari femení Chez Nous.
El 1969, Richard Olivier va conèixer Albert-André Lheureux, el director i director d'escena del Théâtre de l'Esprit Frappeur que es va oferir a reunir alguns dels seus esbossos per fer una representació teatral titulada:  Un hipopòtam tan amable. Ambdós amb l'actor-compositor André Burton escriuran el 1976 la peça musical King Singer.
El 1978, Richard Olivier va escriure l'obra satírica Big Dady Dada dirigida per Christian Ferauge i estrenada al Théâtre de l'Esprit Frappeur. Amb la col·laboració del dibuixant satíric Jean-Louis Lejeune, va escriure l'escenari i els diàlegs d'una historieta titulada Amin Dada Ier Empereur de Belgique per al famós setmanari de Brussel·les Pourquoi Pas?, que serà censurat per la redacció arran de les queixes dels lectors.
De 1969 a 1974, Richard Olivier escriurà, en col·laboració amb Christiane Stevens, molts guions per a les necessitats del programa Feu Vert de la RTBF dirigit per Jacques Vernel i l'actor principal del qual és Bernard Faure, futur Monsieur Zygo.
El 1981, Richard Olivier va produir un document musical excepcional Marvin Gaye transit Ostende dedicat al cantautor afroamericà Marvin Gaye. Aquest últim es va quedar a Ostende durant 18 mesos abans de tornar als Estats Units el 1982 on va morir assassinat pel seu pare el Plantilla:Data-. Aquest document és l'únic testimoni filmat de la vida que va portar el gegant de la música Soul a Bèlgica en un moment clau de la seva existència. El 2002, Richard Olivier va produir una segona pel·lícula Remember Marvin Gaye, que és una versió llarga i remezclada de la primera. Posteriorment, Richard Olivier rodarà i produirà, en col·laboració amb el Brussels Audiovisual Centre (CBA), Wallonia Image Production (WIP), RTBF, RTL i el Ministeri de la Comunitat Francesa de Bèlgica, nombrosos documents creatius que inclouen Marchienne de vie, Wilchar, les larmes noires, Peaux de chagrin, La Belgiq’kitsch, Les Fous du Roi, Au fond Dutroux, Un été à Droixhe, Les Allumés de la foi, Mal-Aimé, Dialogues avec l’au-delà, Petits meurtres ordinaires, etc.
L'any 2000, Richard Olivier va començar a rodar el seu primer llargmetratge Esther Forever, rodatge que durarà set anys. El 2007, la pel·lícula va guanyar el Premi al Millor Documental al Festival de Cinema Independent de Brussel·les i el Premi al Millor Documental Belga de la Comunitat Francesa. Aquesta pel·lícula minimalista, tant pel que fa a la producció com a la seva escriptura cinematogràfica, explica la història de dues germanes septuagenàries, Esther i Elvire, que viuen a Machelen, prop de Vilvoorde, al suburbi flamenc de Brussel·les.
El 2008, va filmar cineastes belgues durant quatre anys... coneguts, desconeguts, desconeguts. Aquest projecte, titulat Big Memory, s'estrenarà l'any 2011 en forma de llibre publicat per Les Editions Nouvelles i d'una caixa formada per deu DVD de doble capa amb una durada total de 37 hores. Els cent setanta retrats, de tretze minuts cadascun, s'emetran a La Trois de la RTBF a raó d'un retrat al dia.